# Аарон Муй
Аарон Френк Муй (англ. Aaron Frank Mooy, нар. 15 вересня 1990, Сідней, Австралія) — австралійський футболіст, півзахисник клубу «Гаддерсфілд Таун», а також національної збірної Австралії.

## Клубна кар'єра
Вихованець футбольної школи клубу «Болтон Вондерерз».
У дорослому футболі дебютував 2010 року виступами за команду клубу «Сент-Міррен», в якій провів два сезони, взявши участь у 21 матчі чемпіонату.
Своєю грою за цю команду привернув увагу представників тренерського штабу клубу «Вестерн Сідней Вондерерз», до складу якого приєднався 2012 року. Відіграв за команду з Сіднея наступні два сезони своєї ігрової кар'єри. Більшість часу, проведеного у складі «Вестерн Сідней Вондерерз», був основним гравцем команди.
2014 року уклав контракт з клубом «Мельбурн Сіті», у складі якого провів наступні два роки своєї кар'єри гравця. Граючи у складі «Мельбурн Сіті» також здебільшого виходив на поле в основному складі команди.
2016 року перейшов до англійського «Манчестер Сіті». Того ж року на правах оренди приєднався до клубу «Гаддерсфілд Таун».

## Виступи за збірні
Протягом 2008—2012 років залучався до складу молодіжної збірної Австралії. На молодіжному рівні зіграв у 13 офіційних матчах, забив 6 голів.
2012 року дебютував в офіційних матчах у складі національної збірної Австралії.
У складі збірної був учасником розіграшу Кубка конфедерацій 2017 року у Росії.

## Титули і досягнення
- Володар Кубка шотландської ліги (1):

«Селтік»: 2022-23
- Чемпіон Шотландії (1):

«Селтік»: 2022-23
- Володар Кубка Шотландії (1):

«Селтік»: 2022-23